# MDNA World Tour
MDNA World Tour è sia un video che un album dal vivo della cantautrice statunitense Madonna, registrato nella tappa di Miami dell'MDNA Tour all'American Airlines Arena il 20 e il 21 novembre 2012 e pubblicato il 6 settembre 2013 da Interscope, Live Nation e Universal in DVD, Bluray, 2 CD, anche in una "versione Deluxe", che comprende un DVD e 2 CD.

## Il concerto
Il concerto è stato registrato durante la leg statunitense del tour mondiale MDNA Tour di Madonna, il 20 e 21 novembre 2012, a Miami (Florida), all'American Airlines Arena. Pubblicato per l'home video, sia in dvd che in bluray, e come album live, MDNA World Tour presenta 20 canzoni, una performance intro (Virgin Mary) e tre video intermezzi.

### Le canzoni
Le canzoni, nella scaletta del concerto, sono tratte dagli album MDNA (Girl Gone Wild, Gang Bang, I Don't Give A, Give Me All Your Luvin', Turn Up The Radio, Masterpiece, Love Spent, I'm Addicted, I'm A Sinner), True Blue (Papa Don't Preach, Open Your Heart), Confessions On A Dance Floor (Hung Up), Like A Prayer (Like A Prayer, Express Yourself), I'm Breathless (Vogue), Hard Candy (Candy Shop, con un mash up di Erotica), Bedtime Stories (Human Nature), Like A Virgin (Like A Virgin, riadattato per l'arrangiamento, nel titolo, durante la performance, in Like A Virgin Waltz) e la doppia raccolta Celebration (Revolver, Celebration).
Le canzoni che sono state utilizzate per i video "interlude", sono tratte dalla versione "Deluxe" dell'album MDNA (Best Friend), dalla raccolta del 1990 The Immaculate Collection (Justify My Love), e dall'album American Life (Nobody Knows Me).

### Epix e Home Video
Il video del concerto dell' MDNA World Tour è stato trasmesso in anteprima su Epix, il 22 giugno 2013, ancor prima della pubblicazione per l'Home Video.
Il video MDNA World Tour, pubblicato in Blu-ray e DVD, include, tra gli extra, anche un documentario, "MDNA Workshop" («Officina MDNA»), della durata di 19 minuti circa che spiega tra immagini anche in bianco e nero ed interviste, le audizioni ed il processo per la selezione del corpo di ballo che accompagnerà Madonna durante tutto il tour MDNA.

## Tracce
CD1
1. Virgin Mary (Intro) – 5:46
2. Girl Gone Wild – 3:57 (Madonna, Jenson Vaughan, Alle Benassi, Benny Benassi)
3. Revolver – 3:52 (Madonna, Dwayne Carter, Justin Franks, Carlos Centel Battey, Steven Andre Battey, Brandon Kitchen)
4. Gang Bang – 4:54 (Madonna, William Orbit, Priscilla Hamilton, Keith Harris, Mika, Don Juan Demo Casanova, Stephen Kozmeniuk)
5. Papa Don't Preach – 1:50 (Brian Elliott, Madonna)
6. Hung Up – 3:47 (Madonna, Stuart Price, Benny Andersson, Björn Ulvaeus)
7. I Don't Give A – 5:27 (Madonna, Martin Solveig, Nicki Minaj, Julien Jabre)
8. Best Friend (Video Interlude) – 3:19 (Madonna, Martin Solveig, Nicki Minaj, M.I.A., Michael Tordjman)
9. Express Yourself – 4:06 (Stephen Bray, Madonna)
10. Give Me All Your Luvin' – 4:11 (Madonna, Martin Solveig, Nicki Minaj, M.I.A., Michael Tordjman)
11. Turn Up the Radio – 3:58 (Madonna, Martin Solveig, Michael Tordjman, Jade Williams)
12. Open Your Heart – 8:51 (Madonna, Gardner Cole, Peter Rafelson)
13. Masterpiece – 4:32 (Madonna, Julie Frost, Jimmy Harry)

CD2
1. Justify My Love (Video Interlude) – 3:34 (Lenny Kravitz, Ingrid Chavez, Madonna)
2. Vogue – 4:08 (Madonna, Shep Pettibone)
3. Erotic Candy Shop – 4:40 (Madonna, Shep Pettibone, Anthony Shimkine, Pharrell Williams)
4. Human Nature – 4:08 (Madonna, Dave Hall, Shawn McKenzie, Kevin McKenzie, Michael Deering)
5. Like a Virgin Waltz – 5:15 (Tom Kelly, Billy Steinberg)
6. Love Spent – 4:47 (Madonna, William Orbit, Baptiste, Priscilla Hamilton, Alaine Whyte, Ryan Buendia, Michael McHenry)
7. Nobody Knows Me (Video Interlude) – 3:36 (Madonna, Mirwais Ahmadzaï)
8. I'm Addicted – 4:42 (Madonna, Alle Benassi, Benny Benassi)
9. I'm a Sinner – 6:45 (Madonna, William Orbit, Baptiste)
10. Like a Prayer – 6:10 (Madonna, Patrick Leonard)
11. Celebration – 7:24 (Madonna, Paul Oakenfold, Ian Green, Ciaran Gribbin)

## Classifiche

### Album
| Charts (2013)                 | Massima posizione |
| ----------------------------- | ----------------- |
| Belgian Flanders Albums Chart | 116               |
| Belgian Wallonia Albums Chart | 24                |
| Brazilian Albums Chart        | 3                 |
| Canada                        | 56                |
| Croatian Albums Chart         | 22                |
| Czech Albums Chart            | 4                 |
| France Albums Chart           | 6                 |
| German Albums Chart           | 5                 |
| Greece Albums Chart           | 19                |
| Hungarian Albums Chart        | 1                 |
| Ireland Albums Chart          | 66                |
| Israeli Albums Chart          | 2                 |
| Italian Albums Chart          | 2                 |
| Netherlands Albums Chart      | 50                |
| OLiS                          | 11                |
| Portugal Albums Chart         | 18                |
| Russia Albums Chart           | 4                 |
| Spanish Albums Chart          | 4                 |
| Official Albums Chart         | 55                |
| US Billboard 200              | 90                |

### DVD
| Charts (2013)                 | Massima posizione |
| ----------------------------- | ----------------- |
| Australian DVD Chart          | 1                 |
| Austrian DVD Chart            | 1                 |
| Belgian Flanders DVD Chart    | 1                 |
| Belgian Wallonia DVD Chart    | 1                 |
| Brazilian Albums Chart        | 1                 |
| Canada                        | 1                 |
| Danish DVD Chart              | 1                 |
| Finnish DVD Chart             | 1                 |
| French DVD Chart              | 1                 |
| German Music DVD Chart        | 21                |
| Hong Kong DVD Chart           | 2                 |
| Ireland DVD Chart             | 3                 |
| Italian DVD Chart             | 1                 |
| Israeli DVD Chart             | 1                 |
| Japanese Oricon DVD Chart     | 15                |
| Mexican Albums Chart          | 1                 |
| Netherlands DVD Chart         | 1                 |
| Portugal DVD Chart            | 1                 |
| Spanish DVD Chart             | 1                 |
| Swedish DVD Chart             | 1                 |
| Switzerland DVD Chart         | 1                 |
| Taiwan DVD Chart              | 2                 |
| UK DVD Chart                  | 1                 |
| US Billboard Top Music Videos | 1                 |

## Date di pubblicazione
| Paese       | Data               | Formato                                       |
| ----------- | ------------------ | --------------------------------------------- |
| Australia   | 6 settembre 2013   | - DVD - Blu-ray - 2CD - DVD+2CD               |
| Germania    | 6 settembre 2013   | - DVD - Blu-ray - 2CD - DVD+2CD               |
| Francia     | 9 settembre 2013   | - DVD - Blu-ray - 2CD - DVD+2CD               |
| Regno Unito | 9 settembre 2013   | - DVD - Blu-ray - 2CD - DVD+2CD               |
| Stati Uniti | September 10, 2013 | - DVD - Blu-ray - Download digitale - CD-R    |
| Messico     | 13 settembre 2013  | - DVD - Blu-ray - DVD+2CD - Download digitale |
| Brasile     | 25 settembre 2013  | - DVD - Blu-ray - DVD+2CD - Download digitale |